# The Barretts of Wimpole Street
The Barretts of Wimpole Street é um filme norte-americano de 1934, do gênero drama, dirigido por Sidney Franklin  e estrelado por Norma Shearer e Fredric March.

## Produção

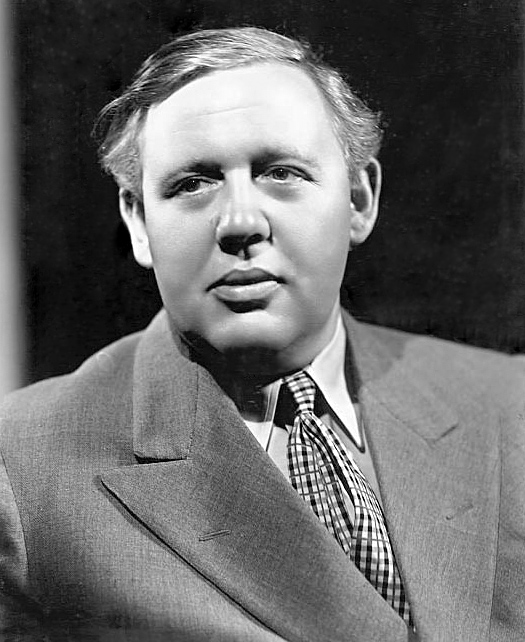
Charles Laughton em foto publicitária para o filme

Baseado em uma peça inglesa de sucesso em 1930, The Barretts of Wimpole Street conta a história do romance real entre os poetas Robert Browning e Elizabeth Barrett. Charles Laughton, como o intratável  e ameaçador pai de Elizabeth, que se opunha ao casamento da filha, foi durante muitos anos considerado o retrato definitivo dos severos pais vitorianos.
A alta qualidade da produção e o grande sucesso de bilheteria consolidaram o prestígio do produtor Irving Thalberg, que já obtivera outro êxito nesse mesmo ano com Riptide, também estrelado pela esposa Norma Shearer.
The Barretts of Wimpole Street foi indicado pela Academia ao Oscar de Melhor Filme. La Shearer, surpreendida em belos close ups pela câmera do diretor de fotografia William H. Daniels, também recebeu sua indicação.
O filme causou o rompimento entre William Randolph Hearst e a MGM, pois ele queria que o papel de Elizabeth ficasse com sua protegida Marion Davies. Quando soube que Thalberg escolhera Norma, Hearst levou sua produtora para a Paramount Pictures.
Ken Wlaschin elegeu The Barretts of Wimpole Street como um dos melhores trabalhos das carreiras de Norma Shearer e Charles Laughton.
O próprio diretor Franklin conduziu uma refilmagem em 1957, com Jennifer Jones e John Gielgud. Foi sua despedida das telas.

## Sinopse
Elizabeth escreve poesia para fugir da solidão, já que suas únicas companhias são o pai Edward, superprotetor, e um cãozinho. Finalmente, consegue um amigo, na pessoa do também poeta Robert. Quando se apaixonam, Edward opõe-se violentamente à união e Elizabeth tem de lutar para assumir as rédeas de sua vida.

## Premiações
| Prêmio | Categoria                                 | Situação |
| ------ | ----------------------------------------- | -------- |
| Oscar  | Melhor Filme Melhor Atriz (Norma Shearer) | Indicado |

- Film Daily: Dez Melhores Filmes de 1934[5]
- Photoplay: Medalha de Honra

## Elenco
| Ator/Atriz          | Personagem             |
| ------------------- | ---------------------- |
| Norma Shearer       | Elizabeth Barrett      |
| Fredric March       | Robert Browning        |
| Charles Laughton    | Edward Moulton-Barrett |
| Maureen O'Sullivan  | Henrietta Barrett      |
| Katharine Alexander | Arabel Barrett         |
| Ralph Forbes        | Capitão Surtees Cook   |
| Marion Clayton      | Bella Hedley           |
| Ian Wolfe           | Harry Bevan            |
| Ferdinand Munier    | Doutor Chambers        |
| Una O'Connor        | Wilson                 |
| Leo G. Carroll      | Dr. Ford-Waterlow      |
| Vernon Downing      | Octavius Barrett       |
| Neville Clark       | Charles Barrett        |
| Matthew Smith       | George Barrett         |
| Robert Carleton     | Alfred Barrett         |